# Marienviertel, Berlin

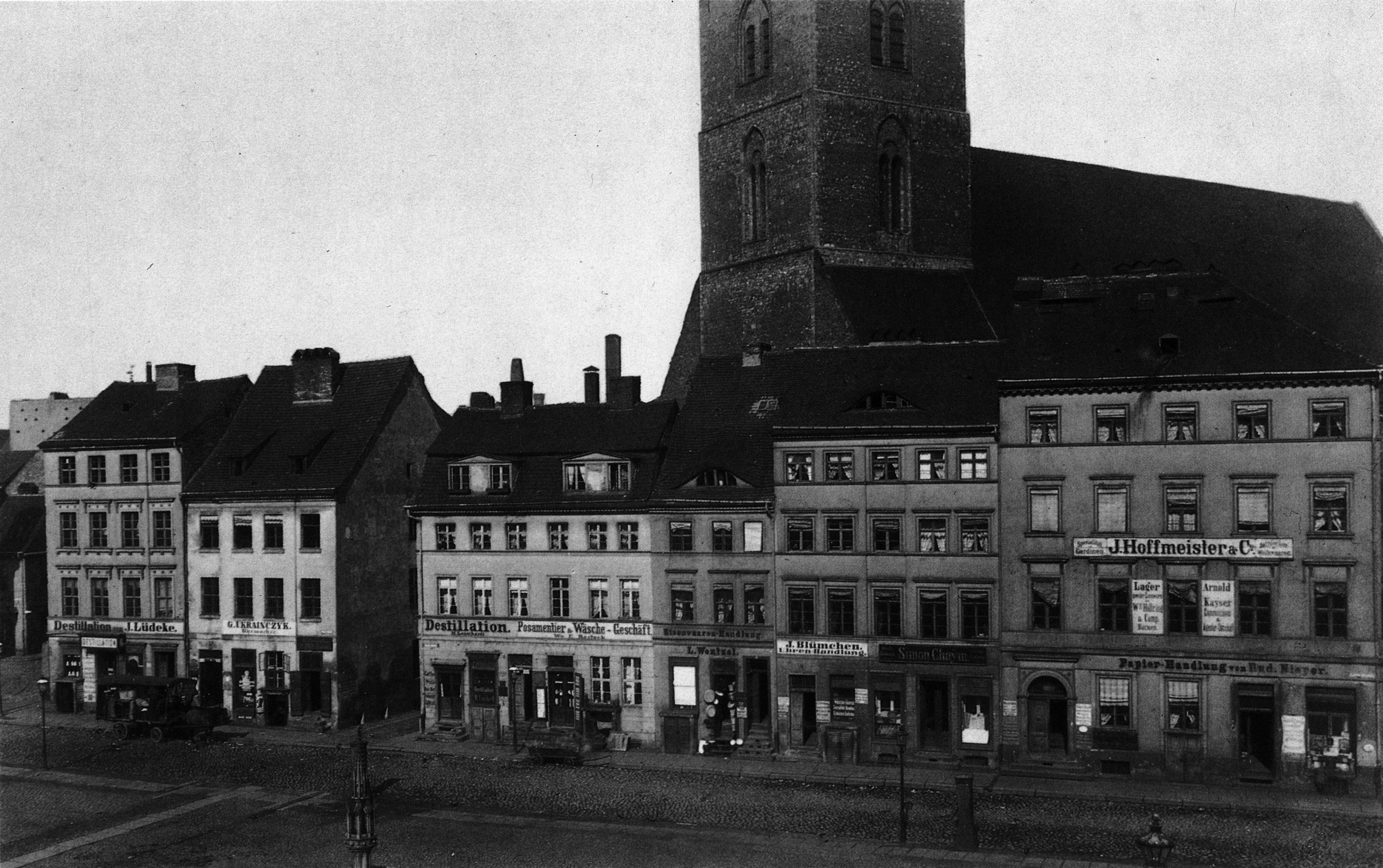
Historisk vy från Neuer Markt 1880. Idag är den äldre bebyggelsen omkring Mariakyrkan (i bakgrunden) helt riven.

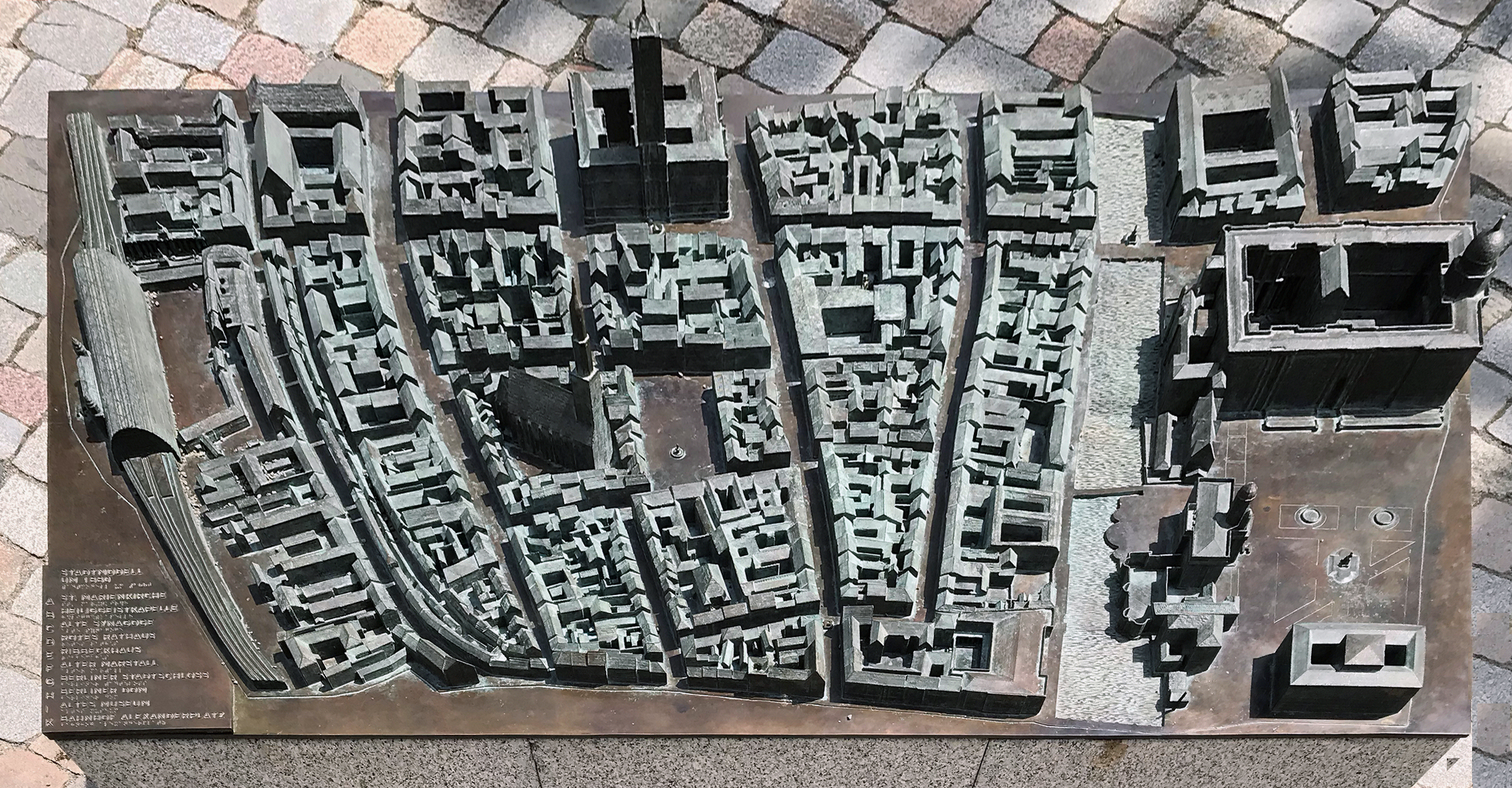
Modell av bebyggelsen i Marienviertel med omliggande kvarter omkring 1880. Överst Rotes Rathaus och i mitten Mariakyrkan och Neuer Markt.

Marienviertel betecknar det nordligaste av de fyra kvarteren i den medeltida innerstaden i stadsdelen Mitte i Berlin. Kvarteret har sitt namn efter Mariakyrkan som idag är den enda bevarade medeltida byggnaden i området.
Marienviertel betecknade fram till 1700-talet den del av staden innanför befästningarna som låg norr om nuvarande Spandauer Strasse och Rathausstrasse och söder om Berlins stadsmur (som här följde järnvägsviaduktens nuvarande sträckning). Här låg marknadstorget Neuer Markt i området mellan Mariakyrkan och Spandauer Strasse, där Luthermonumentet restes 1895. Andra kända byggnader i Marienviertel var Berlins gamla rådhus, Berlins gamla synagoga och Garnisonskyrkan, alla idag förstörda.
Kvarteret drabbades av omfattande förstörelse under andra världskriget och ruinerna revs under DDR-epoken efter kriget. Sedan de stora ombyggnadsprojekten av Östberlins centrum påbörjades på 1960-talet, då större delen av den kvarvarande bebyggelsen jämnades med marken, upptas bebyggelsen i kvartets sydöstra del helt av Fernsehturm och det öppna torget omkring tornet, Park am Fernsehturm. Mariakyrkan, som en av få kyrkor i staden som överlevde kriget i användbart skick, lämnades ensam kvar vid sidan av parken. Kort före Berlinmurens fall 1989 ställdes Lutherstatyn från det tidigare Luthermonumentet upp i anslutning till kyrkan, men på en mer blygsam sockel i jämförelse med den monumentala skulpturgrupp som tidigare omgav statyn. Neptunbrunnen som står uppställd här idag flyttades hit 1969 efter att fram till 1951 ha varit uppställd på Schlossplatz.
Under 2000-talet har förslag presenterats på att återställa delar av det tidigare småskaliga gatunätet omkring Mariakyrkan, med tätare stadskvarter, men den framtida gestaltningen av TV-tornets omgivningar är fortfarande föremål för diskussion.